# 荏田東
荏田東（えだひがし）は神奈川県横浜市都筑区の町名。現行行政地名は荏田東一丁目から荏田東四丁目。住居表示実施済み区域。

## 地理
都筑区の西部に位置し、西に荏田南、東に茅ケ崎中央、南に茅ケ崎南、北に荏田南町と荏田東町と接している。

### 面積
面積は以下の通りである。
| 丁目         | 面積（km²） |
| ------------ | ----------- |
| 荏田東一丁目 | 0.142       |
| 荏田東二丁目 | 0.167       |
| 荏田東三丁目 | 0.217       |
| 荏田東四丁目 | 0.378       |
| 計           | 0.904       |

### 地価
住宅地の地価は、2024年（令和6年）1月1日の公示地価によれば、荏田東1-5-20の地点で34万3000円/m²、荏田東3-17-10の地点で28万7000円/m²となっている。

## 歴史

### 沿革
- 1983年（昭和58年）8月8日 - 住居表示の実施に伴い、荏田町の一部から、緑区荏田東三丁目を新設設置[8]。
- 1987年（昭和62年）5月6日 - 住居表示の実施に伴い、池辺町、荏田町、港北区茅ケ崎町の各一部から、荏田東一丁目〜二丁目と四丁目を設置[9]。
- 1994年（平成6年）11月6日 - 港北区と緑区を再編し、青葉区と都筑区を新設、都筑区荏田東一丁目～荏田東四丁目となる[10]。

### 町名の変遷
| 実施後       | 実施年月日               | 実施前（各町名ともその一部）   |
| ------------ | ------------------------ | ------------------------------ |
| 荏田東一丁目 | 1987年（昭和62年）5月6日 | 荏田町の一部                   |
| 荏田東二丁目 | 1987年（昭和62年）5月6日 | 池辺町、荏田町の各一部         |
| 荏田東三丁目 | 1983年（昭和58年）8月8日 | 荏田町の一部                   |
| 荏田東四丁目 | 1987年（昭和62年）5月6日 | 荏田町、港北区茅ケ崎町の各一部 |

## 世帯数と人口
2025年（令和7年）6月30日現在（横浜市発表）の世帯数と人口は以下の通りである。
| 丁目         | 世帯数    | 人口    |
| ------------ | --------- | ------- |
| 荏田東一丁目 | 648世帯   | 1,689人 |
| 荏田東二丁目 | 640世帯   | 1,562人 |
| 荏田東三丁目 | 848世帯   | 2,090人 |
| 荏田東四丁目 | 1,029世帯 | 2,498人 |
| 計           | 3,165世帯 | 7,839人 |

### 人口の変遷
国勢調査による人口の推移。
| 年                 | 人口  |
| ------------------ | ----- |
| 1995年（平成7年）  | 4,804 |
| 2000年（平成12年） | 6,594 |
| 2005年（平成17年） | 7,370 |
| 2010年（平成22年） | 7,996 |
| 2015年（平成27年） | 7,971 |
| 2020年（令和2年）  | 7,884 |

### 世帯数の変遷
国勢調査による世帯数の推移。
| 年                 | 世帯数 |
| ------------------ | ------ |
| 1995年（平成7年）  | 1,451  |
| 2000年（平成12年） | 2,062  |
| 2005年（平成17年） | 2,506  |
| 2010年（平成22年） | 2,762  |
| 2015年（平成27年） | 2,887  |
| 2020年（令和2年）  | 2,976  |

## 学区
市立小・中学校に通う場合、学区は以下の通りとなる（2024年11月時点）。
| 丁目         | 番地 | 小学校                   | 中学校               |
| ------------ | ---- | ------------------------ | -------------------- |
| 荏田東一丁目 | 全域 | 横浜市立つづきの丘小学校 | 横浜市立荏田南中学校 |
| 荏田東二丁目 | 全域 | 横浜市立つづきの丘小学校 | 横浜市立荏田南中学校 |
| 荏田東三丁目 | 全域 | 横浜市立荏田東第一小学校 | 横浜市立荏田南中学校 |
| 荏田東四丁目 | 全域 | 横浜市立つづきの丘小学校 | 横浜市立荏田南中学校 |

## 事業所
2021年（令和3年）現在の経済センサス調査による事業所数と従業員数は以下の通りである。
| 丁目         | 事業所数  | 従業員数 |
| ------------ | --------- | -------- |
| 荏田東一丁目 | 38事業所  | 472人    |
| 荏田東二丁目 | 30事業所  | 555人    |
| 荏田東三丁目 | 20事業所  | 154人    |
| 荏田東四丁目 | 59事業所  | 463人    |
| 計           | 147事業所 | 1,644人  |

### 事業者数の変遷
経済センサスによる事業所数の推移。
| 年                 | 事業者数 |
| ------------------ | -------- |
| 2016年（平成28年） | 109      |
| 2021年（令和3年）  | 147      |

### 従業員数の変遷
経済センサスによる従業員数の推移。
| 年                 | 従業員数 |
| ------------------ | -------- |
| 2016年（平成28年） | 1,317    |
| 2021年（令和3年）  | 1,644    |

### 主な事業所
- 図研本社・中央研究所

## 施設
- 横浜市立つづきの丘小学校
- 横浜市立荏田東第一小学校
- 都筑中央公園
- 鴨池公園
- 都筑警察署 荏田東交番
- 松林山法道寺

## その他

### 日本郵便
- 郵便番号 : 224-0006[3]（集配局：都筑郵便局[20]）

### 警察
町内の警察の管轄区域は以下の通りである。
| 丁目         | 番・番地等 | 警察署     | 交番・駐在所 |
| ------------ | ---------- | ---------- | ------------ |
| 荏田東一丁目 | 全域       | 都筑警察署 | 荏田東交番   |
| 荏田東二丁目 | 全域       | 都筑警察署 | 荏田東交番   |
| 荏田東三丁目 | 全域       | 都筑警察署 | 荏田東交番   |
| 荏田東四丁目 | 全域       | 都筑警察署 | 荏田東交番   |